# Aceria erinea
Espèce
Aceria erinea, ou le phytopte du noyer, est une espèce d'acariens de la famille des Eriophyidae qui provoque la formation de galles sur les feuilles des noyers.